# Schistochilopsis grandiretis
Schistochilopsis grandiretis là một loài rêu tản trong họ Jungermanniaceae. Loài này được (Lindb.) Konstantinova miêu tả khoa học lần đầu tiên năm 1994.